# 디드릭 베이더
칼 디드릭 베이더(Karl Diedrich Bader, 1966년 12월 24일 ~ )는 미국의 배우, 희극인이다. 《배트맨 더 브레이브》(2008-21)에서 배트맨 역 성우를 맡았다.

## 출연 작품

### 영화
- 비버리 힐빌리즈 (1993)
- 오피스 스페이스 (1999)
- 제이 앤 사일런트 밥 (2001)
- 나폴레옹 다이너마이트 (2004)
- 유로트립 (2004)
- 미스 에이전트 2 (2005)
- 분노의 핑퐁 (2007)
- 미트 더 스파르탄 (2008)
- 뱀파이어 써커 (2010)
- 스타빙 게임 (2013)

### 텔레비전
- 스타 트렉: 더 넥스트 제너레이션 (1989)
- 치어스 (1990-91)
- 21 점프 스트리트 (1990)
- 더 프레시 프린스 오브 벨 에어 (1991)
- 닥터 슬론 (1995)
- 프레이저 (1995)
- 제7의 천국 (2007)
- 탐정 몽크 (2007)
- 커브 유어 엔수지애즘 (2007)
- 르노 911! (2008)
- CSI: 과학수사대 (2008)
- 체인지 디바 (2009)
- CSI: 마이애미 (2009)
- 본즈 (2009-10)
- 고스트 & 크라임 (2010)
- 척 (2010)
- 아웃소스드 (2010-11)
- 사이크 (2011)
- 디 엑시즈 (2012-13)
- 못말리는 패밀리 (2013)
- 베이비 대디 (2013)
- 레이징 호프 (2013)
- 두 남자와 1/2 (2014)
- 부통령이 필요해 (2014-19)
- 아메리칸 하우스와이프 (2016-21)
- 베터 씽스 (2016-22)
- 스페이스 포스 (2020)

### 애니메이션 영화
- 바톡 (1999)
- 우주 전사 버즈 (2000)
- 방학 대소동 - 여름방학 구출작전 (2001)
- 아이스 에이지 (2002)
- 아스테릭스 3 - 바이킹스 (2006)
- 서핑 업 (2007)
- 부그와 엘리엇 2 (2008)
- 빌리와 맨디, 언더피스트의 할로윈 모험 (2008)
- 볼트 (2008)
- 서핑 업 2: 웨이브 마니아 (2017)
- 라푼젤 끝나지 않은 이야기 (2017)
- 구스 베이비 (2018)
- 피니와 퍼브 무비: 캔디스, 우주에 맞서다 (2020)

### 애니메이션
- 가고일즈 (1996)
- 헤라클레스 (1998-99)
- 킹 오브 더 힐 (1999-2009)
- 심슨 가족 (2000)
- 배트맨 비욘드 (2001)
- 빌리와 맨디의 무시무시한 모험 (2002-07)
- 사우스 파크 (2005)
- 더 배트맨 (2006-08)
- 냠냠 차우더 (2007-09)
- 피니와 퍼브 (2008-14)
- 배트맨 더 브레이브 (2008-21)
- 마다가스카의 펭귄 (2009-12)
- 벤 10: 에일리언 포스 (2011)
- 벤 10: 얼티메이트 에일리언 (2011)
- 쿵푸 팬더: 전설의 마스터 (2011-14, 2016)
- 그린 랜턴 (2012-13)
- 괴짜가족 괴담일기 (2012, 2104)
- 얼티밋 스파이더맨 (2013-17)
- 어항 속의 하이틴 (2013)
- 몬스터 vs 에이리언 (2013-14)
- 터보 FAST (2013-15)
- 돌연변이 특공대 닌자 거북이 (2014)
- 벤 10: 옴니버스 (2014)
- 줄리언 대왕 만세 (2014-16)
- 침착해! 스쿠비 두 (2015)
- 투모로우 나라의 마일스 (2015-18)
- 위 베어 베어스: 곰 브라더스 (2016)
- 가디언즈 오브 갤럭시 (2016)
- 마일로 머피의 법칙 (2016-19)
- 보잭 홀스맨 (2016-20)
- OK K.O.! 내일은 히어로 (2017)
- 아메리칸 대드! (2017-19)
- 라푼젤 시리즈 (2017-20)
- 빅 히어로 시리즈 (2018)
- 신비한 개구리 나라 앰피비아 (2019)

### 웹
- 케빈 폴랙 (2017)